# Bufotes surdus
Bufotes surdus (Boulenger, 1891), Synonyme: Bufotes surdus annulatus, Bufo persicus, Pseudepidalea surda, Bufo viridis var. persica, ist ein Froschlurch aus der Gattung Bufotes innerhalb der Familie der Kröten (Bufonidae). Ein deutscher Name existiert nicht. Frei übersetzt könnte er beispielsweise „Taube Kröte“ (surdus lat. = taub) lauten, da das Gehör zurückgebildet ist. Annulus tympanicus (ringförmiger Gehörknorpel) sowie das bei Froschlurchen äußerlich erkennbare Trommelfell (Tympanum) fehlen. Die im Iran und stellenweise in Pakistan lebende Kröte ist bislang nur selten beschrieben.

## Merkmale
Die kleinwüchsige (Kopf-Rumpf Länge 3 bis 6 cm), hellpigmentierte Kröte weist auf ihrer Hautoberfläche nur ein schwach gefärbtes olivgrünes Muster auf. Rücken und Beine tragen zahlreiche kleine (ca. 1 mm im Durchmesser) bräunliche Tuberkel. Kurze quadratische Parotiden sind vorhanden, das Tympanum ist, wie bereits erwähnt, durch einen Hautüberzug geschlossen. Als typischer Bodenbewohner gleicht das Tier das eingeschränkte Gehör durch ein feines Gespür für Bodenerschütterungen aus. Die Subartikular-Tuberkel unter den vierten Zehen sind gut sichtbar.
Gemäß den genetischen Untersuchungsergebnissen von Christophe Dufresnes et al. (2019) ist die diploide B. surdus die unmittelbare Schwesterart (Schwestertaxon) zur Lorestan-Kröte, innerhalb der 2019 taxonomisch neu eingeteilten Gruppe der Wechselkröten. Im Gegensatz zu B. surdus verfügt B. luristanicus aber über ein Gehör.

## Lebensraum, Lebensweise

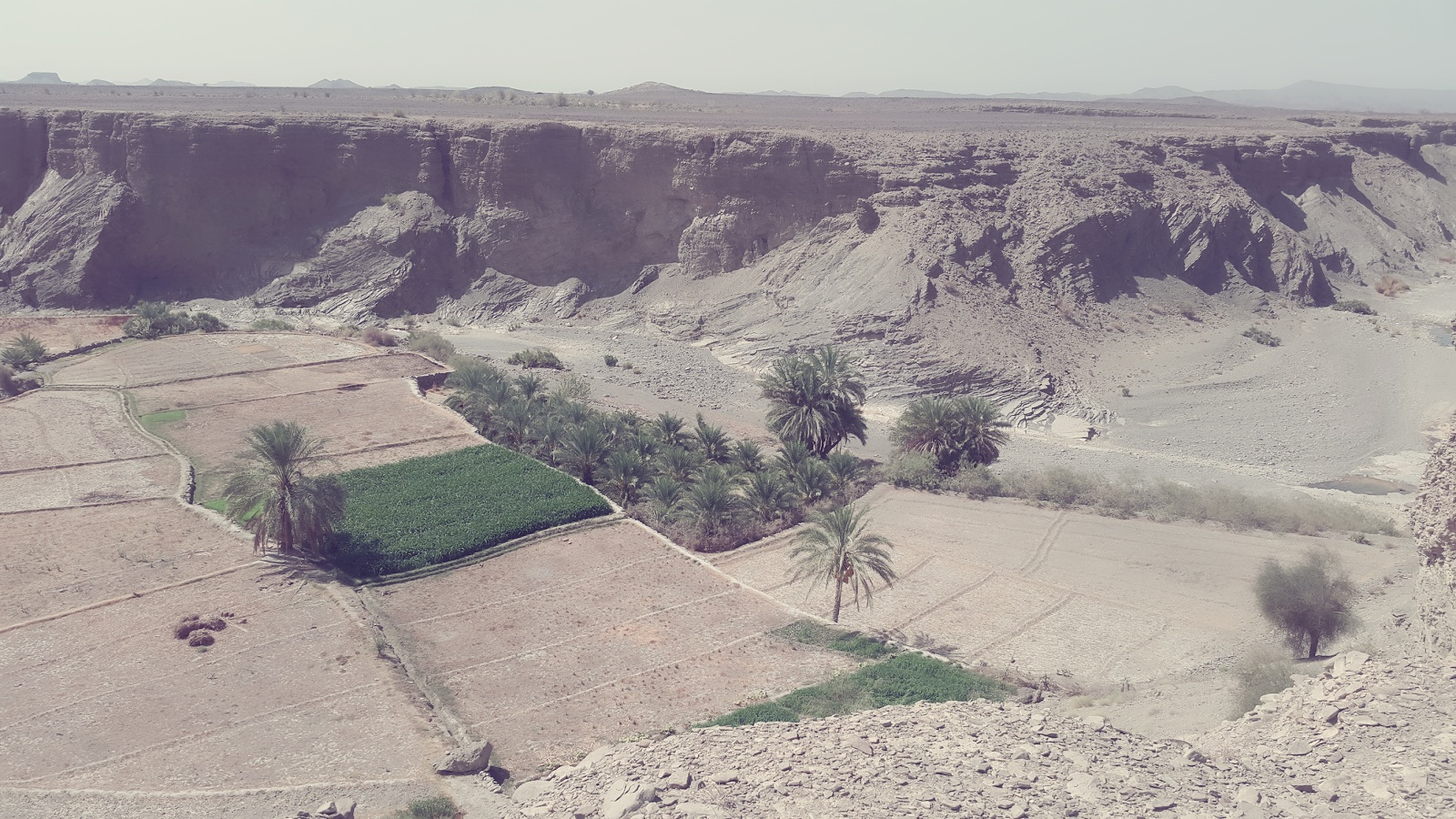
Potentieller Lebensraum, Oase in Balutschistan, an einem ausgetrockneten Flussbett.

Terra typica: Sarbaz im Osten Irans an der Grenze zu Pakistan. Stellenweise auch am iranisch-pakistanischen Küstenstreifen des Golfs von Oman. Weitere Vorkommen wurden 1973 belegt von Josef Eiselt & Josef F. Schmidtler im heutigen Landschaftsschutzgebiet Geno, ca. 50 km nördlich von Bandar Abbas (persisch بندر عباس) unterhalb des Kuh-e Geno (Palmenhain mit wasserführenden Kaskaden im Muschelkalk). Daneben existiert noch ein isoliertes Vorkommen im Südwesten in der Provinz Fars, im Umfeld des Zāgros-Gebirge, syntop mit der Lorestan-Kröte. Der besiedelte Höhenbereich im Iran reicht vom Meeresspiegel bis etwa 2250 m ü.N.N.
B. surdus ist ausgesprochen nachtaktiv und verbringt den Tag versteckt unter Steinen oder bodenbedeckender Vegetation (sofern vorhanden). Mit ihrer hellen Haut muss die Kröte sich vor intensiver Sonneneinstrahlung schützen. Bei Trockenheit und Wassermangel, die meist in ihren Lebensräumen vorherrscht, zieht sie sich in tiefere Boden- und Felsspalten zurück. B. surdus laicht während des Monsuns (März/April). Im Gegensatz zur Nominatform Bufotes viridis werden die Eier in Einzelschnüren abgelegt, wenn möglich um Vegetation gewickelt. Aus den Eizellen schlüpfen schwarze Larven, deren Entwicklung nach ca. 4 Wochen abgeschlossen ist. In landwirtschaftlichen Gebieten wird die Kröte als Schädlingsbekämpfer geschätzt. Sie findet sich gelegentlich auch in der Nähe von Siedlungen. Dort nutzt sie Wasserstellen wie Zisternen oder Brunnen.

## Gefährdung und Schutz
Laut IUCN gilt die Art nicht als bedroht (Least Concern, Stand: 2008/2015). Es wird davon ausgegangen, dass sich die Bestandssituation verschlechtert hat. Vor Ort gibt es für die Art keine spezifischen Erhaltungsmaßnahmen. Entlang des Sarboz-Flusses im Iran befinden sich die Lebensräume in einem Krokodilschutzgebiet. Die am Taftan-Berg gefundene Population liegt ebenfalls in einem Schutzgebiet. Durch den Klimawandel bedingten zeitweisen Ausfall des Monsuns, sind Rückgänge durch lang anhaltende Trockenperioden möglich.